# John Sheffield, 1:e hertig av Buckingham och Normanby

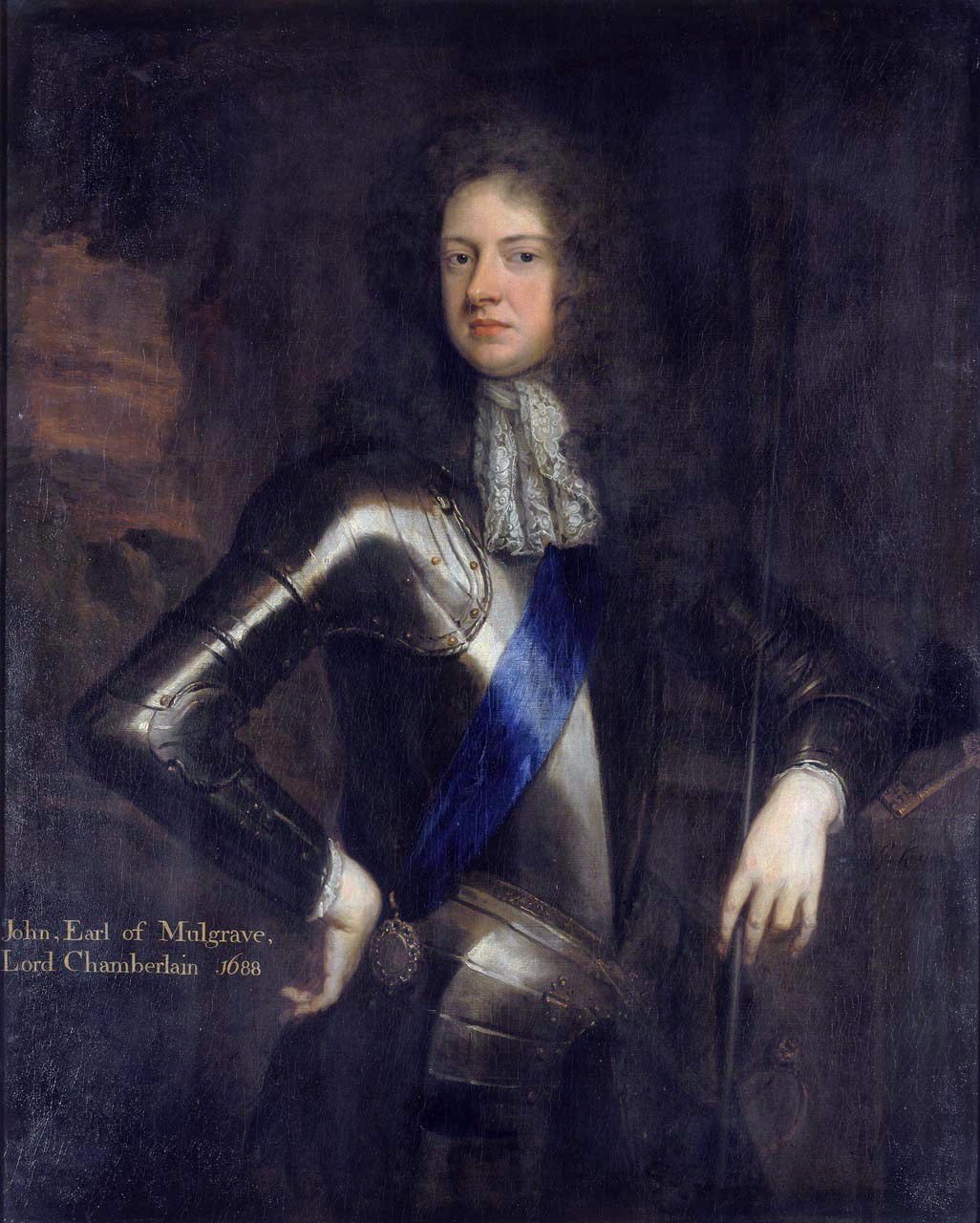
John Sheffield, 1:e hertig av Buckingham och Normanby.

John Sheffield, 1:e hertig av Buckingham och Normanby, född 8 september 1647 och död 24 februari 1721, var en engelsk politiker och författare.
Buckingham, som efter sin far ärvde titeln earl av Mulgrave, deltog som ung i flera av Englands krig. Tidvis i onåd hos Karl II, stod Buckingham synnerligen väl hos Jakob II, blev medlem av Kronrådet och stannade hos honom ända till hans flykt. Senare hyllade han dock Vilhelm III som kung, men då Buckingham vägrade att skriva under en ed där han försvarade honom som sin rätte och laglige kung, fick han avsked. 
Hos drottning Anna var Buckingham en stor favorit och hon utnämnde honom till hertig. Under Whigs herravälde avlägsnades Buckingham, men blev 1711 president i Kronrådet. Efter Annas död föll han som utpräglad tory i onåd. Buckingham beskyddade John Dryden, var god vän med Alexander Pope, och skrev själv åtskilliga dikter, som på 1700-talet utkom i flera upplagor. Mest kända är Essay on poetry och Essay on satire.